# Ctenobostrychus alverneri
Ctenobostrychus alverneri är en skalbaggsart som beskrevs av Reichardt 1962. Ctenobostrychus alverneri ingår i släktet Ctenobostrychus och familjen kapuschongbaggar. Inga underarter finns listade i Catalogue of Life.